# Чемпіонат Європи з гандболу (чоловіки)
Чемпіонат Європи з гандболу серед чоловіків є офіційним змаганням серед старших чоловічих національних збірних команд із гандболу Європи, що проводиться кожні два роки з 1994 року, у парний рік між Чемпіонатом світу. На додаток до коронування чемпіонів Європи турнір також служить відбірковим турніром до Олімпійських ігор та чемпіонату світу. Найуспішнішою командою є Швеція, яка виграла чотири титули, однак загалом більше медалей виборола Іспанія.

## Призери
| Рік  | Господар              | Чемпіон   | Фінал                 | Срібло    | Бронза               | Кращий бомбардир                                            |
| ---- | --------------------- | --------- | --------------------- | --------- | -------------------- | ----------------------------------------------------------- |
| 1994 | Португалія            | Швеція    | 34:21                 | Росія     | Хорватія             | Василь Кудінов (50 м'ячів)                                  |
| 1996 | Іспанія               | Росія     | 23:22                 | Іспанія   | Сербія та Чорногорія | Томас Кнорр (41 м'ячів)                                     |
| 1998 | Швеція                | Швеція    | 25:23                 | Іспанія   | Німеччина            | Ян Філіп (48 м'ячів)                                        |
| 2000 | Хорватія              | Швеція    | 32:31 (два овертайми) | Росія     | Іспанія              | Олег Великий (46 м'ячів)                                    |
| 2002 | Швеція                | Швеція    | 33:31 (овертайм)      | Німеччина | Данія                | Стефан Левгрен Оулавюр Стефаунссон (по 57 м'ячів)           |
| 2004 | Словенія              | Німеччина | 30:25                 | Словенія  | Данія                | Мирза Джомба (46 м'ячів)                                    |
| 2006 | Швейцарія             | Франція   | 31:23                 | Іспанія   | Данія                | Сергій Рутенко (51 м'ячів)                                  |
| 2008 | Норвегія              | Данія     | 24:20                 | Хорватія  | Франція              | Івано Балич Ларс Крістіансен Нікола Карабатич (по 44 м'ячі) |
| 2010 | Австрія               | Франція   | 25:21                 | Хорватія  | Ісландія             | Філіп Їха (53 м'ячів)                                       |
| 2012 | Сербія                | Данія     | 21:19                 | Сербія    | Хорватія             | Кирил Лазаров (61 м'ячів)                                   |
| 2014 | Данія                 | Франція   | 41:32                 | Данія     | Іспанія              | Хоан Каньєльяс (50 м'ячів)                                  |
| 2016 | Польща                | Німеччина | 24:17                 | Іспанія   | Хорватія             | Валеро Рівера (48 м'ячів)                                   |
| 2018 | Хорватія              | Іспанія   | 29:23                 | Швеція    | Франція              | Ондржей Здрагала (55 м'ячів)                                |
| 2020 | Австрія Польща Швеція | Іспанія   | 22:20                 | Хорватія  | Норвегія             | Саннер Сагосен (65 м'ячів)                                  |
| 2022 | Угорщина Словаччина   | Швеція    | 27:26                 | Іспанія   | Данія                |                                                             |
| 2024 | Німеччина             | Франція   | 33:31 (овертайм)      | Данія     | Швеція               |                                                             |

## Медальний залік
| Місце               | Країна               | Золото | Срібло | Бронза | Загалом |
| ------------------- | -------------------- | ------ | ------ | ------ | ------- |
| 1                   | Швеція               | 5      | 1      | 1      | 7       |
| 2                   | Франція              | 4      | 0      | 2      | 6       |
| 3                   | Іспанія              | 2      | 5      | 2      | 9       |
| 4                   | Данія                | 2      | 2      | 4      | 8       |
| 5                   | Німеччина            | 2      | 1      | 1      | 4       |
| 6                   | Росія                | 1      | 2      | 0      | 3       |
| 7                   | Хорватія             | 0      | 3      | 3      | 6       |
| 8                   | Сербія               | 0      | 1      | 0      | 1       |
| 8                   | Словенія             | 0      | 1      | 0      | 1       |
| 10                  | Ісландія             | 0      | 0      | 1      | 1       |
| 10                  | Норвегія             | 0      | 0      | 1      | 1       |
| 10                  | Сербія та Чорногорія | 0      | 0      | 1      | 1       |
| Загалом (12 збірні) | Загалом (12 збірні)  | 16     | 16     | 16     | 48      |